# Белый лотос (секта)
Белый лотос (кит. упр. 白蓮教, пиньинь báiliánjiào, палл. Байляньцзяо — букв. «учение Белого лотоса») — тайная буддийская секта, Байляньшэ (кит. тр. 白蓮社) — «Общество Белого Лотоса», положившие начало многим китайским буддийским или даосским религиозным братствам и тайным обществам, существовавших в разные эпохи. Объединяло эти движения сходство синкретических доктрин эсхатологического толка и практика традиционной гимнастики и боевых искусств.

## История
Предположительно «Общество Белого Лотоса» было создано на основе организации Ляньшэ, руководителем и основателем «Общества лотоса» был «один из самых глубоких китайских мыслителей», монах Хуэйюань (334—416), знаменитый ученик Даоаня, который оказал существенное влияние на развитие китайского буддизма и буддийской цивилизации. Одними из результатов его деятельности было основание монастыря Дунлиньсы в горах Лушань в 384 году и создание общества Байляньшэ («Общество Белого Лотоса») в 402 году. На основе Байляньшэ было создано «Учение Белого Лотоса» — Байляньцзяо, давшее начало целому ряду религиозных сект.
«Общество Белого Лотоса» объединяло, в основном, монахов, ремесленников и крестьян, поклонявшихся Будде. Основой учения была религия, сочетавшая в себе принципы буддизма и идеи борьбы против монгольского владычества в Китае.
Борьбу китайского народа против маньчжуров возглавили тайные общества: Гэлаохой («Общество старших братьев»), Саньхэхой («Общество Триады») и другие. Крупнейшим из них и самым старым по времени образования (с начала проникновения в Китай буддизма) было общество Байляньцзяо («Учение Белого Лотоса»). Возникнув как религиозная секта буддийского направления, в конце XI века, общество стало приобретать черты политической организации во времена монгольского правления в Китае. Вероучение в секте объединялось с физической подготовкой и не отвергало насилие и вооружённое восстание для достижения религиозных целей. Наряду с искусством целебного массажа и заучиванием мантр адептов «Белого Лотоса» учили элементам ушу и других боевых искусств. Глава восстания 1774 года Ван Лунь особое значение придавал физической выносливости учеников и военным упражнениям.
Вместе с ростом сфер и масштабов влияния, увеличением числа сторонников общества, усилением влияния в стране, шла подготовка к всенародному сопротивлению, которая вылилась в общенародное восстание и привела к падению династии Юань. Антиправительственные и антифеодальные восстания продолжились во времена правления династии Мин. Во время правления династии Цин тайные общества «Белого лотоса» были запрещены (1646 и 1656 годы), но продолжили существование, перейдя на подпольную деятельность. В эпоху маньчжурской империи Цин такие же религиозно-политические братства («Белое солнце», «Красное солнце», «Восемь триграмм» и другие) возродились на волне роста крестьянского населения, его обнищания и антиманьчжурского движения. Постоянные члены сообществ проходили обряд посвящения, принимали присягу, соблюдали ритуал, заповеди. Принадлежность к тайному обществу по уголовному кодексу Цинской империи влекла за собой смерть, на что секты отвечали конспирацией, строжайшей дисциплиной, сплочённостью рядов и взаимопомощью адептов. В результате массового распространения идеи буддизма происходила их секуляризация и политизация: члены тайного общества от ожидания эры гармонии перешли к самостоятельному очищению Китая от сил зла, активно боролись с монгольским владычеством в Китае, сделав многое для свержения монгольской династии Юань (1260—1368) и создания китайской империи Мин (1368—1644). Один из членов тайного общества «Белый лотос», Чжу-Хун-чжу в 1718 году объявил, что он потомок династии Мин и стал во главе восстания против правления Цин.
Активность членов «Байляньцзяо» приобрела наибольшее влияние в 50-е годы XVIII века, тайная подготовка велась с 1774 года. Открытое вооружённое восстание вспыхнуло в 1796 году, длилось более трёх лет и было подавлено в 1800 году. Последние отряды повстанцев были разбиты в 1804 году. С членами «Общества Белого Лотоса» расправились особо жестоко — большая часть его членов была казнена. Среди руководителей восстания наибольшим авторитетом обладали Ци Ван, вдова одного из руководителей общества, получившая должность главнокомандующей всеми повстанческими армиями; Сюй Тянь-дэ, росший в зажиточной крестьянской семье; Ван Сань-хуай, бывший деревенский знахарь.
В эпоху маньчжурской империи Цин такие же религиозно-политические братства (такие, как «Белое солнце», «Красное солнце», «Восемь триграмм») возродились на волне роста крестьянского населения, его обнищания и антиманьчжурского движения. Постоянные члены проходили обряд посвящения, принимали присягу, соблюдали ритуал, заповеди. Принадлежность к тайному обществу по уголовному кодексу Цинской империи влекла за собой смерть. На это секты отвечали конспирацией, строжайшей дисциплиной и сплочённостью и взаимопомощью членов.
Большинство сектантских религиозных движений имело самый широкий диапазон ценностных установок, как по происхождению, так и по содержанию, что объясняется их принадлежностью к различным сферам буддийской культуры. Они же определили их прочность и гибкость во время скрытной или легальной деятельности, способность быстро переходить от мира к войне.
В конце XVIII в. общества Белого лотоса превратились в партизанские армии, приняв активное участие в крестьянских восстаниях (1774—1775, 1796—1804 и 1813 гг.), сочетая национально-освободительные антиманьчжурские лозунги с идеями социального равенства. Десятки тысяч приверженцев движения в результате погибли или были казнены, название «Белый лотос» вышло из употребления, но некоторые их традиции сохранились в кланах мастеров боевых искусств (и иногда в преступных группировках), из среды которых в конце XIX в. выросло движение антизападных повстанцев-ихэтуаней. Черты единой организации всем этим движениям приписывала, в основном, молва. Название «Секта Белого лотоса» иной раз использовалось в бюрократической документации империй Мин и Цин как огульная характеристика любой ереси, представляющей политическую опасность для власти императора, поэтому его упоминание не следует автоматически воспринимать как свидетельство существования соответствующей религиозной практики.

## Идеология
Большинство сектантских религиозных движений имело самый широкий диапазон ценностных установок, как по происхождению, так и по содержанию, что объясняется их принадлежностью к различным сферам буддийской культуры. Они же определили их прочность и гибкость во время скрытной или легальной деятельности, способность быстро переходить от мира к войне.
Опорный канонический текст учения Белого Лотоса — «Сутра лотоса благого Закона» («Саддхармапундарика-сутра»), «Сутра Белого Лотоса». Основное занятие монахов, помимо практик — произнесение молитвенных текстов перед изображением будды Амиды. Общество Белого Лотоса О. О. Розенберг считал предтечей буддийской школы Цзинту (Дзёдо).
Некогда из начальной субстанции возникла небожительница Нерождённая Праматерь, или Извечная Матушка (Ушэн Лаому). Она сотворила первых небожителей: Фуси и его супругу. Все трое жили в Западном раю. Здесь же, в Небесном дворце, у них родились и первопотомки, которые спустились затем на землю. Люди, что произошли от них, постоянно стремятся на «прародину» — обрести её и есть желанная конечная цель каждого сектанта. Проповедники «Белого Лотоса» учили: «Все люди равны, ибо они — потомки одних родителей, братья и сестры!» Дабы вернуться в Западный рай и погрузиться в нирвану, надо было прежде вступить в секту, поклоняться Нерождённой Праматери, строго следовать правилам и запретам «Белого Лотоса», а значит, пройти все «десять ступеней возвышения», последняя из которых — постижение «истины» — это открытая дверь на небесную «прародину». Стремление к утраченному раю выражалось особой формулой-паролем: «Извечные родители, нирвана, прародина!».
Не отвергая идею нирваны, некоторые китайские синкретические буддийские школы выдвигали на первый план идею «Чистой земли» (цзинту) будды Амитабхи, где праведники возрождаются в озере, заросшем белыми лотосами. Их учение повлияло на учение буддийско-даосской школы Белого лотоса (испытавшей и влияние манихейства), существовавшей ещё при династии Сун (1127—1279). Её приверженцы поклонялись Нерожденной Праматери（无生老母） (Ушэн Лаому), которую иногда объединяли с Матерью-Царицей Запада (Си Ван-му) или с Амитабхой, которая для избавления живых существ от страстей пошлёт в мир в человеческом обличье Майтрейю, бодхисатву эры гармонии; ждали прихода Светлого государя (Мин-вана), который установит царство справедливости.

## Практики
Члены сообществ имели лечебные практики, считавшиеся средством достижения просветления или подготовки тела к грядущим апокалиптическим испытаниям (массаж, акупунктуру, тайцзыцюань, цигун), именно их сейчас зачастую объединяют под термином традиционная китайская медицина. Большинство известных сегодня стилей китайских боевых искусств вышло из тайных обществ: занятия ушу были постоянным ритуалом, неотделимым от повседневной жизни сектантов.